# مارکو بریگی
مارکو بریگی (انگلیسی: Marco Brighi؛ زادهٔ ۵ فوریهٔ ۱۹۸۳) بازیکن فوتبال اهل ایتالیا است.
از باشگاه‌هایی که در آن بازی کرده‌است می‌توان به باشگاه فوتبال یوونتوس اشاره کرد.